# 黑索金
黑索金（代号：RDX），也称旋风炸药或海掃根，是当代最重要的单质炸药之一，拥有良好的物理化学特性及爆炸性能，作为主装药广泛运用于雷管、导爆索等火工品及各式武器弹药。黑索金的系统命名法名称为1,3,5-三硝基-1,3,5-三氮杂环己烷，也可描述为环三亚甲基三硝铵，是典型的硝胺类炸药，与拥有更优良性能的奥克托今为同系物。

## 历史
黑索金最早由亨宁于1899年基于医用药物合成模式制得，此后他于1922年发现其爆炸性。第一次世界大战后，里特尔·冯·赫茨（Ritter von Herz）于1920年首次通过直接硝化乌洛托品的方法成功制得黑索金，并在随后的研究中发现其具有优良的爆炸性能，随后，一些研究人员又改进了原有制备技术，使得黑索金产率达到68%，促成了各国在第二次世界大战中对该药剂的大量使用。世界大战结束后，又有多种以黑索金为主要组成成分的高能混合炸药先后问世，其中部分在军用民用领域影响巨大：
| A炸药                                                                            | 88.3%黑索金，11.7%增塑剂    |
| B炸药                                                                            | 60%黑索金，39%TNT，1%粘结剂 |
| C4炸药                                                                           | 90%黑索金，10%聚异丁烯      |
| H6炸药                                                                           | 42%黑索金，40%TNT，18%铝粉  |
| 注：以上混合炸药组成成分比例不固定，此处数据为较常使用的组成成分比例。参考文献： |                             |

## 物理性质
纯的黑索金为白色粉末状晶体，在某些情况下可能呈现浅灰色或粉红色，一般工业级生产品熔点略高于200°C，晶体密度则约为1.82g/cm3。黑索金自由堆积密度约为0.8g/cm3，加压35MPa时密度升至1.52g/cm3，加压200MPa时，密度则可达到1.7g/cm3。
黑索金性质较为稳定，在100°C以下温度环境中分解量极少，与此同时其基本不具有挥发性和吸湿性。
黑索金在常温下不溶于水、苯、甲苯、乙醚、氯仿、乙酸乙酯、四氯化碳和二硫化碳，微溶于乙醇、乙酸、氯苯和吡啶，溶于丙酮、环己酮、二甲基甲酰胺、二甲基亚砜和浓硝酸，总体溶解性能优于奥克托今。黑索金在部分溶剂中的溶解度随温度变化关系如下表所示：
| 溶剂                                                               | 黑索金溶解质量(g)/100g溶剂 | 黑索金溶解质量(g)/100g溶剂 | 黑索金溶解质量(g)/100g溶剂 |
| ------------------------------------------------------------------ | -------------------------- | -------------------------- | -------------------------- |
| 溶剂                                                               | 20°C                       | 40°C                       | 60°C                       |
| 水                                                                 | 0.005                      | 0.0127                     | 0.03                       |
| 苯                                                                 | 0.045                      | 0.085                      | 0.195                      |
| 甲苯                                                               | 0.02                       | 0.05                       | 0.125                      |
| 乙醇                                                               | 0.12                       | 0.24                       | 0.58                       |
| 乙酸                                                               | 0.46                       | 0.56                       | 1.22                       |
| 丙酮                                                               | 6.81                       | 10.34                      | 不適用                     |
| 环己酮                                                             | 4.94                       | 9.2                        | 13.9                       |
| 二甲基甲酰胺                                                       | -                          | 41.5                       | 60.6                       |
| 注：因实验条件各异，不同文献溶解度数据存在细微差别。本表数据来源： |                            |                            |                            |

## 化学性质及反应
纯净的黑索金与稀酸不反应，与不同浓度盐酸作用也不明显，其在低温下能够溶于浓硝酸中且不分解，但在浓硫酸中会发生明显的分解反应。黑索金在碱性环境下会发生一定程度的分解，生成氮气、氨、硝酸盐、硝酸酯、亚硝酸盐、亚硝酸酯、甲醛、乌洛托品等多种产物，因此使用一定浓度的碱液可以去除相关设备上的黑索金残液。黑索金与绝大多数金属材料不反应，仅与铁、铜等几种特定金属的氧化物混合时会发生反应，生成不稳定化合物。

## 制备工艺
黑索金存在2种主要的制备方法，即直接硝解法与巴赫曼法，二者均以乌洛托品为底料，其差异主要在于生产中的辅料与反应环境。

### 直接硝解法
直接硝解法是将浓硝酸加入乌洛托品中，使其生成黑索金并放出简单的小分子物质，其主体反应如下，二者差别体现于甲醛等产物是否被硝酸氧化：
{\displaystyle {\rm {(CH_{2})_{6}N_{4}+6HNO_{3}\rightarrow RDX+6H_{2}O+3CO_{2}+2N_{2}}}}
{\displaystyle {\rm {(CH_{2})_{6}N_{4}+3HNO_{3}\rightarrow RDX+3HCHO+NH_{3}}}}
直接硝解法存在众多副反应，作用机理也较为复杂，一般生产制备中仅考虑上述主要反应。目前该方法工艺较为成熟，主要生产步骤为：乌洛托品原料的预处理；乌洛托品与硝酸发生硝化反应，期间大量放热；使用水稀释酸液降温并过滤析出的黑索金结晶；洗涤黑索金结晶；使用钝化剂包覆药剂并干燥，随后即可得到黑索金成品。该方法最严重的缺陷是硝酸会因氧化甲醛而出现大量损耗，因此就算是在最适条件下，黑索金产量与乌洛托品投入量也远远达不到1比1的理论反应比例，与此同时，生产过程中的废水废气也会造成一定的环境问题，需要大量设备处理。
直接硝解法中黑索金存在数值约为40%的最大产率，为达到该理论产值所消耗的浓硝酸量与其浓度负相关，且随着浓度的降低，其消耗量迅速增加。当使用97%硝酸时，仅需26倍乌洛托品量的硝酸就可达到最大产值，但当浓度降至88%时，该值迅速上升至110倍乌洛托品量。与此相对应的，乌洛托品硝解初始速率与硝酸浓度正相关，但高浓度下其速率下降趋势也更加明显。

### 巴赫曼法
巴赫曼法又称醋酐法，由沃纳·伊曼纽尔·巴赫曼和约翰·克拉克·希恩于1949年发表，主要原料包括乌洛托品、硝酸、硝酸铵、醋酐和醋酸。巴赫曼等人计算出该反应中黑索金产率约为70%，是传统直接硝解法的2倍，硝酸消耗量也大幅下降，其反应方程式如下，由于反应产物不固定，该方程式各物质比例系数不代表实际反应物质消耗生成比例：
{\displaystyle {\rm {(CH_{2})_{6}N_{4}+HNO_{3}+NH_{4}NO_{3}+(CH_{3}CO)_{2}O\rightarrow RDX+CH_{3}COOH}}}
巴赫曼法制备黑索金存在最佳硝酸-乌洛托品比例，即一定条件下单位乌洛托品与硝酸反应，黑索金产率随着硝酸添加量的增加而先上升后下降，该最佳比例几乎不会受到硝酸铵量的影响，但会随着醋酸量和温度的上升向硝酸占比更多方向偏移，其他药剂投入量和环境条件也会造成该比例略微偏移。此外，黑索金在最佳比例时的产率与醋酸量负相关，与硝酸铵量正相关，但与温度变化关系不大。
巴赫曼法原料混合物在醋酐或乌洛托品质量分数极低且其他组成成分处于特定比例的极端情况下有燃烧和爆炸风险，但实际生产中各原料比例与该危险情况对应比例相差较大，该风险对巴赫曼法应用生产影响有限。

### 其他方法
除直接硝解法和巴赫曼法外，还可通过硝酸-硝酸铵法、甲醛-硝酸铵法、白盐法等多种方法制备黑索金。
其中硝酸-硝酸铵法为直接硝解法的衍生方法，该法第一步与直接硝解法一致，第二步则引入硝酸铵与第一步生成的甲醛反应以生成更多黑索金，反应方程如下：
{\displaystyle {\rm {3NH_{4}NO_{3}+3CH_{2}O\rightarrow RDX+6H_{2}O}}}
该方法可以有效解决直接硝解法产率低的问题，但会导致硝酸与乌洛托品的消耗比值进一步提高，产生更多废液，难以运用于实际生产。
甲醛-硝酸铵法是以这两种物质为底料，使其在醋酐条件下直接合成黑索金，但该生产路径中间产物已被证明是乌洛托品，故其实际为巴赫曼法的另一不完善版本，在发布之初即被放弃。白盐法与其他以乌洛托品为基础的制备方法间存在巨大差异，其以氨、三氧化硫、钾盐为原料制备氨基磺酸钾（结构参见CID 23687442 PubChem的链接）并将其与甲醛缩合制得1,3,5-三氮代环己烷-1,3,5-三磺酸三钾（结构参见CID 17388739 PubChem的链接），该物质在低温下硝化即可制得黑索金，其产率可达82%，但该方法步骤较多，安全性差，在实际生产中较少使用。

### 改性与钝化
纯净的黑索金机械感度较高，为适应某些特殊需求，一般会对工业制备的黑索金进行改性与钝化处理，相关钝化原理包括通过重结晶减少晶体缺陷、降低药剂粒度以降低比表面积、对颗粒进行钝感剂包覆等。生产中常用虫胶溶剂对黑索金颗粒进行包覆，相关方法也被称为造粒，使用的即为上述第三种钝化原理。黑索金的钝化处理效果受到多个影响因素共同作用，包括巴赫曼法制备产品中奥克托今含量、黑索金颗粒本身缺陷及周边粘合剂孔隙大小、粘合剂种类及用量等。

## 爆炸性能
黑索金爆炸的理论方程式为:
{\displaystyle {\rm {RDX\rightarrow 3CO\uparrow +3N_{2}\uparrow +3H_{2}O\uparrow }}}
其氧平衡为-21.6%，属负氧平衡炸药。黑索金爆容为900L/kg，爆温3700K，爆热6.32MJ/kg，爆压33.8GPa。密度为1.767g/cm3时，其爆速为8640m/s，密度为1.796g/cm3时，该数值上升至8741m/s。

## 毒性及危害
黑索金对人体的毒性主要体现于神经系统，急性中毒表现为反复的癫痫发作，慢性中毒则表现为神经衰弱综合征并对接触者记忆力、视觉感知空间能力造成影响。急性中毒案例中，患者常伴有头痛、恶心、心慌、乏力、体温升高等症状，重症患者则会出现抽搐、意识丧失等症状，但黑索金并不会引发正铁血红蛋白血症和肝脏功能损伤，仅会对肾脏功能造成轻微影响。急性中毒患者治疗一般采取洗胃、催吐等方法排除毒物，随后使用葡萄糖、维生素C等溶液补充液体，后以对症处理原则在患者抽搐时合理应用镇定剂，在发生肺水肿时应用脱水剂辅助治疗。在得到及时处理治疗后，患者一般在1至2天内症状缓解，数周内完全康复。
黑索金生产过程中产生的废水、废气等也会对人体和环境造成危害，一般设置最高容许排放量标准以限制工厂随意排放。采用直接硝解法工艺时，中间产物和黑索金成品的洗涤水和煮洗水可以回用，过滤工序洗涤水可用于结晶机稀释水和降温水，煮洗工序废水则可用于洗涤酸性产品，这些措施可以有效提升水资源利用效率，降低废水排放量。
对于含有黑索金的废水，则一般采用吸附法、水解法、生物降解法和光解法进行处理。吸附法原理较为简单，即将废水通过装有活性炭等吸附剂的容器，经过一定时间即可有效去除相关毒性物质，但该方法存在吸附剂难以复产的缺陷。水解法具有可运用性，但存在处理速度缓慢的弊端。进入21世纪后，生物降解法逐渐开始受到重视，研究人员也发现了多种可以降解黑索金的微生物，其中厚壁菌门和变形菌门的微生物在该领域具有显著优势，放线菌门的微生物运用优势不如前两者，拟杆菌门、绿菌门、纤维杆菌门、螺旋体门的微生物降解能力较差。光解法主要以紫外光照射芬顿试剂进而氧化降解黑索金，该方法降解效果受到PH值、过氧化氢与亚铁离子量、降解时间、紫外光强度等多重因素影响。